# Альвес, Джонатан
Джонатан Даниэль Альвес Сагар (исп. Jonathan Daniel Álvez Sagar; род. 31 мая 1988 или 30 мая 1986, Вичадеро, Ривера) — уругвайский футболист, нападающий клуба «Данубио».

## Биография

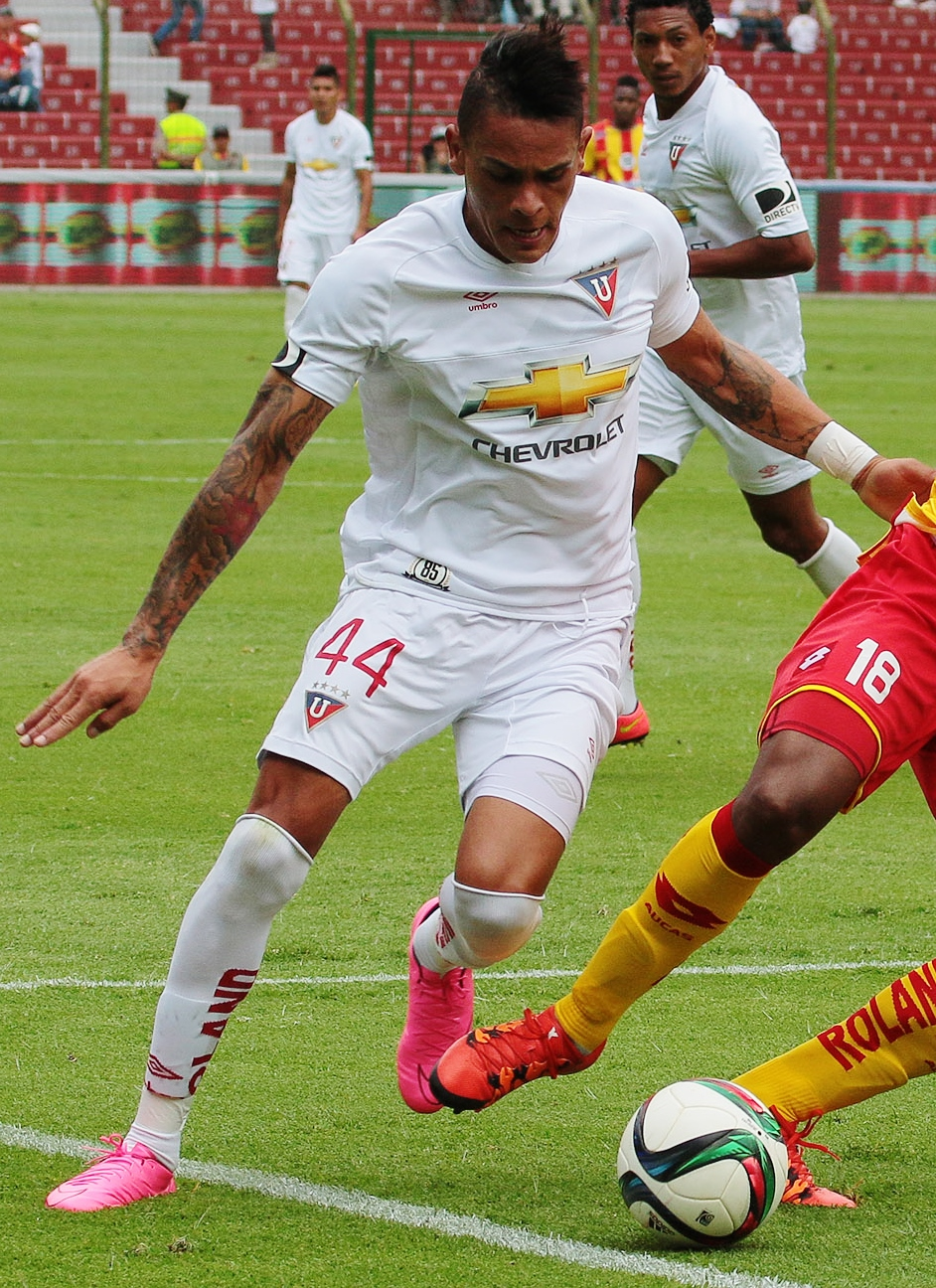
Альвес в составе ЛДУ Кито

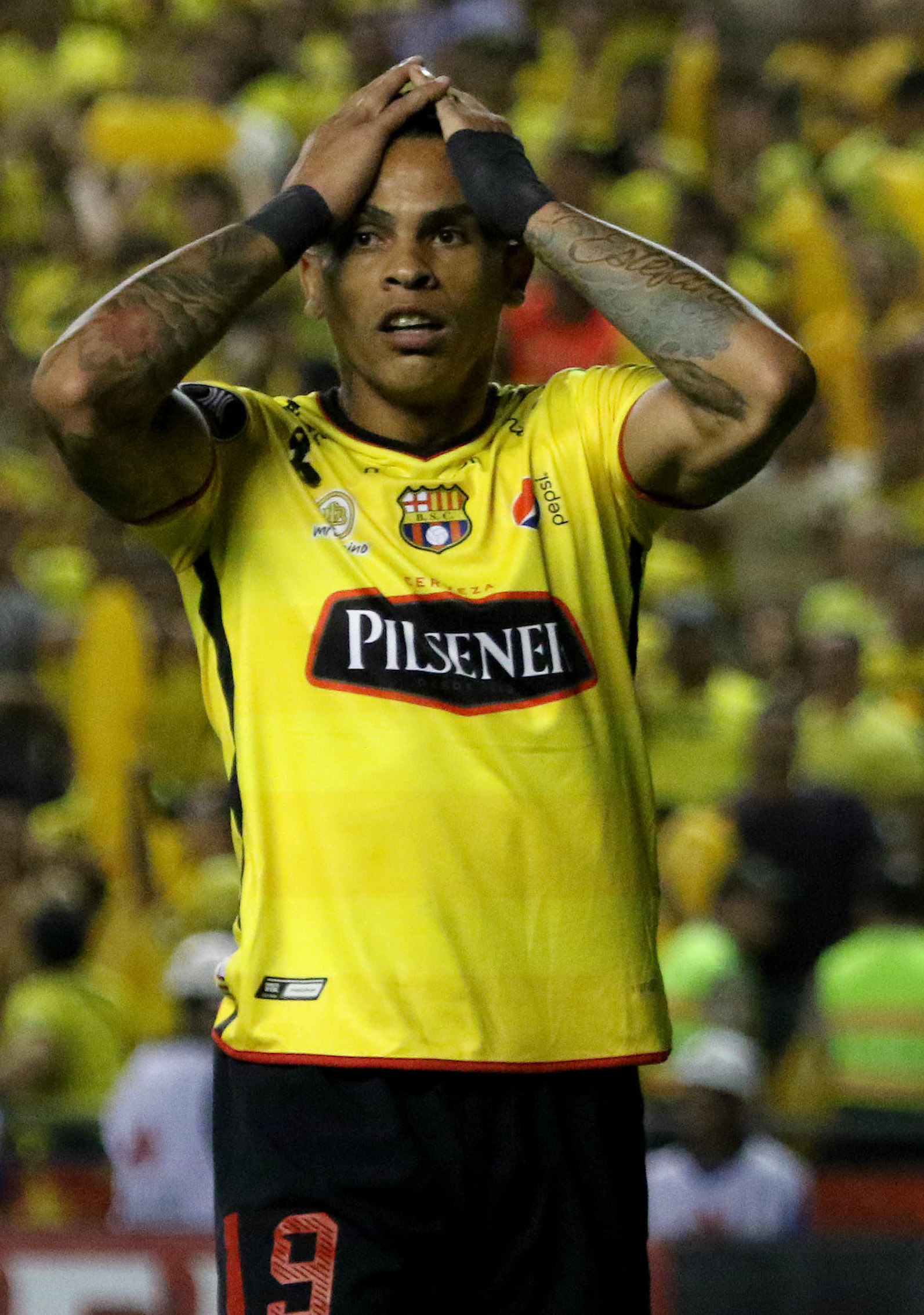
Альвес в составе «Барселоны (Гуаякиль)»

Альвес — воспитанник столичного клуба «Ривер Плейт». В 2008 году он перешёл в «Бостон Ривер», в котором начал профессиональную карьеру. По окончании своего первого сезона Джонатан покинул команду и выступал за клубы Второго дивизиона Уругвая «Корасерос», «Платенсе» и «Торке». Последней команде Альвес помог выйти в Примеру, став её лучшим бомбардиром. В 2013 году он на правах аренды перешёл в «Данубио». 18 августа в матче против «Серро-Ларго» Джонатан дебютировал за новую команду. 14 сентября в поединке против «Насьоналя» он забил свой первый гол за «Данубио». Альвес помог клубу выиграть чемпионат. Летом 2014 года он во второй раз был отдан в аренду, его новой командой стала португальская «Витория». 30 августа в матче против «Белененсиша» Альвес дебютировал в Сангриш лиге. 19 сентября в поединке против «Пасуш де Феррейра» Джонатан забил свой первый гол за «Виторию».
После окончания аренды он был продан в эквадорский ЛДУ Кито. 9 августа в матче против «Аукаса» Альвес дебютировал в эквадорской Примере. 23 августа в поединке против «Депортиво Кито» Джонатан забил свой первый гол за ЛДУ Кито. В своём дебютном сезоне он помог команде завоевать серебряные медали.
В начале 2016 года Альвес перешёл в «Барселону» из Гуаякиль. 18 февраля в матче против «Ривер Плейта» он дебютировал за новую команду. В этом же поединке Джонатан забил свой первый гол за «Барселону». В 2017 году в матчах Кубка Либертадорес против колумбийского «Атлетико Насьональ» и бразильских «Ботафого», «Сантоса», «Палмейрас» и «Гремио» он забил по голу.
В начале 2018 года Альвес перешёл в колумбийский «Атлетико Хуниор». 4 февраля в матче против «Атлетико Букараманга» он дебютировал в Кубке Мустанга. 26 февраля в поединке против «Бояка Чико» Джонатан забил свой первый гол за «Атлетико Хуниор».

## Достижения
- Чемпион Уругвая: 2013/2014
- Чемпион Эквадора (2): 2016, 2020
- Обладатель Кубка Колумбии: 2021